# Bušín
Bušín (en allemand : Buschin) est une commune du district de Šumperk, dans la région d'Olomouc, en Tchéquie. Sa population s'élevait à 380 habitants en 2023.

## Géographie
Bušín se trouve à 10 km à l'ouest de Šumperk, à 52 km au nord-ouest d'Olomouc et à 172 km à l'est-sud-est de Prague.

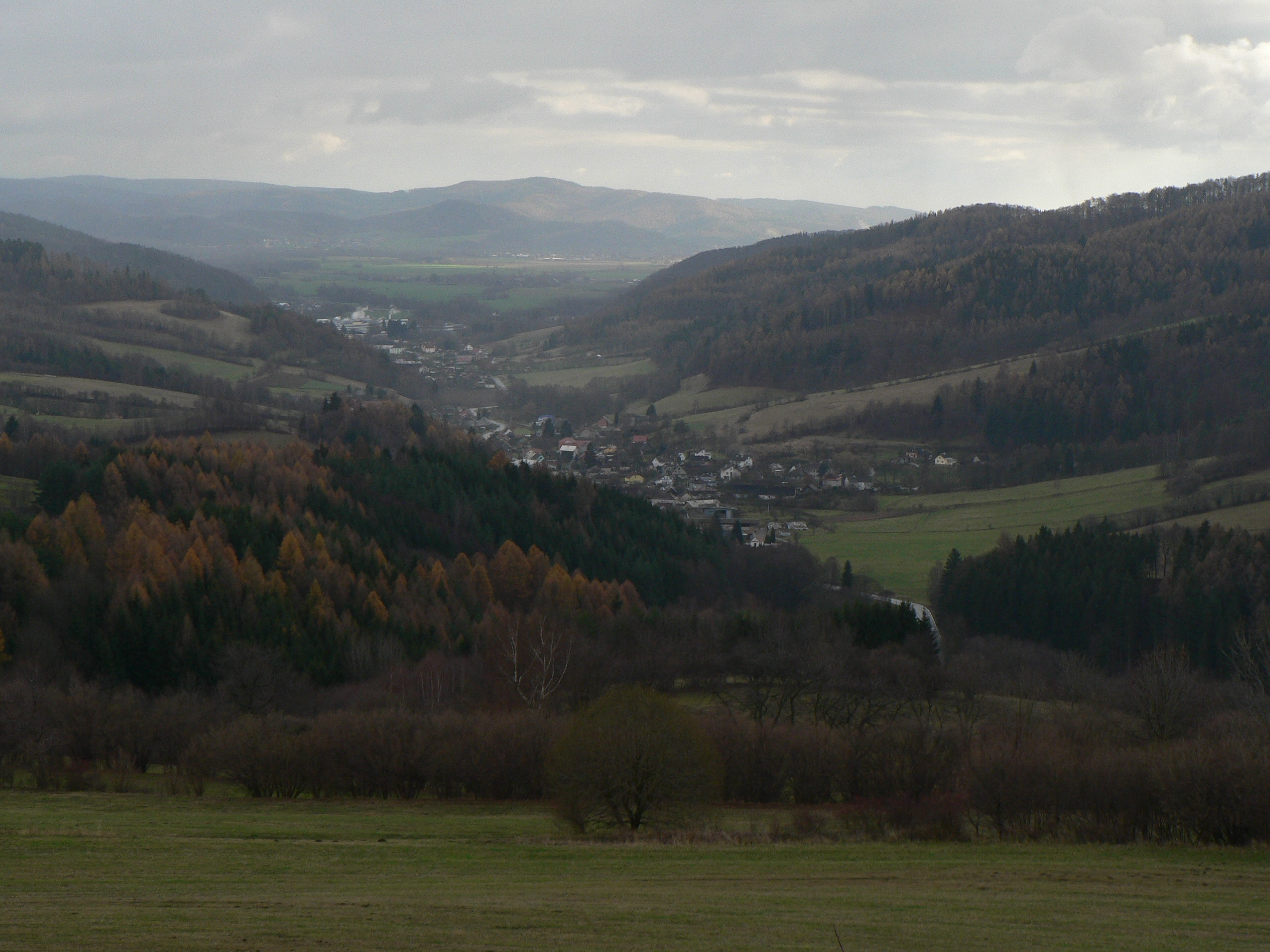
Panorama de Busin.

La commune est limitée par Janoušov au nord, par Ruda nad Moravou à l'est, par Olšany au sud-est, et par Horní Studénky au sud-ouest, et par Štíty et Jakubovice à l'ouest.

## Histoire
La première mention écrite de la localité date de 1490.

## Transports
Par la route, Bušín se trouve à 14 km de Šumperk, à 59 km d'Olomouc et à 224 km de Prague.